# Соціолінгвістична класифікація мов
Соціолінгвістична класифікація мов — класифікація мов за оцінкою їхніх етнічних носіїв та іншомовних етносів. Цінність мови в суспільстві визначається її поширеністю, практичним значенням, зокрема обсягом і важливістю одержуваної завдяки їй інформації. При потенційній рівності всіх народів і мов у кожний історичний момент через нерівномірність розвитку людства, окремих народів їхні мови можуть займати різне місце на шкалі соціолінгвістичної оцінки. Коливання в соціолінгвістичній оцінці мов скидається "на " (порівняння Л. Булаховського), що також перебуває у постійному русі, то підносячись, то спадаючи. Значення мови передусім залежить від успіхів народу, зокрема в спеціальних, пріоритетних галузях науки і техніки, що сприяють економічному прогресу.

## Класифікація О. Ткаченка
Вивченням соціальних аспектів розвитку мови, її функцій та суспільного використання займається соціолінгвістика. Представник цього напряму мовознавства О. Ткаченко розробив соціолінгвістичну класифікацію мов. Він виокремив такі соціолінгвістичні типи мов:
- Одноосібні мови
- Частковоетнічні мови
- Частковогенераційні мови
- Повноетнічні частковотериторіальні мови
- Повноетнічні повнотериторіальні мови
- Мови з позатериторіальною монофункційністю
- Поліфункційні мононаціональні мови
- Поліфункційні полінаціональні мови
- Поліфункційні поліетнічні мови

### Одноосібні мови
Одноосібною мовою володіє лише одна людина. Такою, наприклад, була камасинська мова з групи самодійських, якою у 80-ті роки XX ст. володіла лише одна жінка. Мовознавці нараховують 46 таких мов. До цього типу належать мови, що наблизилися до вимирання.

### Частковогенераційні мови
Частковогенераційні мови — це мови, якими користується невелика група людей, як правило, старшого віку. Наприклад, водською мовою (належить до прибалтійсько-фінських) в Ленінградській області Росії у 80-ті роки XX ст. розмовляли 30—35 осіб похилого віку. Мова леко (Болівія) має приблизно 20 носіїв, а мова камбап (Камерун) — приблизно 30.

### Частковоетнічні мови
Частковоетнічні мови є повногенераційними, тобто ними послуговуються не лише люди похилого віку, а й молодь. Однак не всі представники певного етносу володіють своєю етнічною мовою. Наприклад, із 700 тис. валлійців (Англія) у 1981 р. валлійську (уельську) мову знає тільки 550 тисяч. Серед слов'янських мов до частковоетнічних належать верхньолужицька й нижньолужицька (остання близька до частковогенераційних, оскільки частина молодих людей розмовляє німецькою). Частковоетнічними є й українська та білоруська мови, адже 12 чверть білорусів (їх понад 8 млн.) російськомовні. О. Ткаченко зазначає, що частковоетнічна мова «в разі занепаду може бути ступенем до поступового вимирання, а в разі соціального піднесення, навпаки, ступенем до набуття рангу повноетнічної мови».

### Повноетнічні частковотериторіальні мови
До цього типу належать мови етносів, у яких усі їх представники користуються рідною мовою, але через відсутність державності не можуть поширити її на всю територію свого проживання, тобто стимулювати до її засвоєння національні меншини. Повноетнічними частковотериторіальними були латвійська, литовська й естонська мови за часів існування СРСР. Здобувши незалежність, країни Балтії почали вести мовну політику, згідно з якою представники національних меншин були змушені оволодіти державною мовою або виїхати за межі країни.

### Повноетнічні повнотериторіальні мови
Цей тип утворюють мови, що є надбанням усього етносу, який має свою державу. Вони мають статус державних і слугують засобом спілкування на території всієї держави. До повноетнічних повнотериторіальних мов належать грецька, албанська, більшість слов'янських мов, зокрема польська, чеська, словацька, болгарська, македонська, словенська, сербська, хорватська, боснійська, чорногорська.

### Мови з позатериторіальною монофункційністю
Мови з позатериторіальною монофункційністю. До цього типу входять мови, які обслуговують увесь етнос у межах держави (повноетнічні повнотериторіальні), і поширені поза своєю територією, виконуючи якусь одну функцію. Наприклад, італійська мова стала світовою мовою вокалістів і вивчається в консерваторіях усього світу. В XIX столітті широкого монофункційного розповсюдження набула французька як мова дипломатії.

### Поліфункційні мононаціональні мови
Мова такого типу в межах своєї держави є повноетнічною повнотериторіальною, а за її межами використовується як засіб спілкування, залишаючись рідною лише для однієї нації. Наприклад, російська мова. Поліфункційні мононаціональні мови, яких є понад 60, виконують функцію міжнаціонального спілкування. До них належать мови суахілі, хауса (Африка), турецька, гінді, китайська (Азія), арабська (Азія й Африка). Одним з результатів функціонування мононаціональних мов за межами території своєї держави є розвиток білінгвізму.

### Поліфункційні полінаціональні мови
Ними є мови, що функціонують у своїй державі і ще в кількох унаслідок переселення людей чи поширення самих мов. До цього типу мов належать англійська, німецька, арабська, французька, іспанська, португальська. Англійська мова має п'ять варіантів — британський, американський, канадський, австралійський і новозеландський. Вона є державною ще в 25-ти країнах і однією з двох державних — у 19-ти країнах. Німецька мова має швейцарський, австрійський, люксембурзький та ліхтенштейнський варіанти. Арабська є державною в 19-ти країнах, а в 3-х функціонує як друга державна. Французька мова має статус державної або другої державної в 25-ти країнах. Іспанська поширена, крім Іспанії, майже в усій Латинській Америці. Поліфункційні мононаціональні і поліфункційні полінаціональні мови є найпрестижнішими: їх вивчають у загальноосвітніх школах і вищих навчальних закладах усього світу, використовують у міжнародних інституціях. Найпоширеніші мови цих типів, зокрема англійська, французька, російська, іспанська, китайська та арабська офіційно кваліфіковані як світові в ООН, де ними активно послуговуються.

### Поліфункційні поліетнічні мови
Це мови, що зі своєї етнічної території поширилися на землі інших етносів, цілком витіснивши мови цих етносів. Поліфункційна поліетнічна мова приречена на розпад, оскільки кожен етнос, що оволодів нею, зрештою переробляє її на свій лад, витворює свою мову. Такою є латинська мова, яка породила цілу групу романських мов, а сама стала мертвою. Однак, навіть будучи мертвою, використовувалася й використовується досі, адже має багату літературу. Якщо мова цього типу не мала писемності, як, наприклад, праслов'янська, то вона просто відмирала, продовжившись у своїх нащадках — живих мовах (слов'янських).
Соціолінгвістична класифікація мов побудована за ієрархічним принципом. Перехідним є статус частковоетнічної мови. Залежно від історичних обставин та суспільних уподобань вона може стати частковогенераційною, одноосібною або навіть зникнути. Кращим варіантом її розвитку є перехід до повноетнічних мов або до вищих типів. Отже, соціолінгвістична класифікація мов передбачає поділ їх за використанням у межах держави і світу. Вона не вказує на якісну різницю між мовами. Немає мов кращих і гірших — усі вони обслуговують суспільні потреби однаково ефективно.

## Місце української мови у соціолінгвістичній класифікації
Українська мова належить до мов часткового територіального поширення, проте неоднаковою мірою по території України. У Західній Україні (особливо в Галичині й в західній частині Волині) вона є мовою усіх українців, а через це її знання потребує й неукраїнське населення. У Східній Україні (особливо на Сході й Півдні) не всі українці розмовляють рідною мовою; зокрема, вона не набула належного поширення у великих містах, що знижує її популярність серед неукраїнського населення названих регіонів. На цій території України панує російська мова.